# Peter Jost (Schriftsteller)
Peter Jost (* 25. April 1952 in Zürich) ist ein Schweizer Autor, der bisher vor allem Theaterstücke und Hörspiele schrieb.

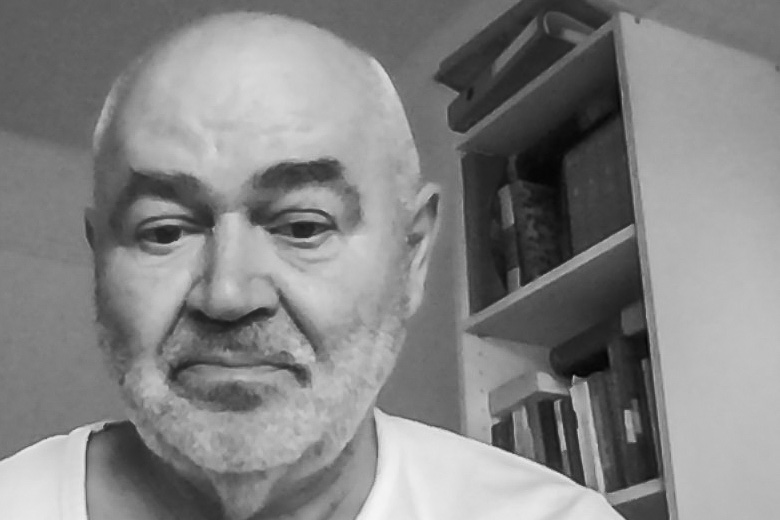
Peter Jost (2024)

## Leben und Werk
Peter Jost besuchte in Zürich die obligatorischen Schulen sowie das Gymnasium und wurde darauf zum Primarlehrer ausgebildet. Immer wieder arbeitete er als Lehrer, Erwachsenenbildner und Dozent an verschiedenen Institutionen, u. a. an der Hochschule St. Gallen.
Vor seiner schriftstellerischen Tätigkeit schrieb er Reportagen für Zeitungen, arbeitete als Dramaturg an verschiedenen Theatern und, für kurze Zeit, als Hörspielregisseur bei Radio SRF, das auch seine Hörspiele produzierte und ausstrahlte. «Diesen Hörspielen wurde in Kritiken ‹hohe atmosphärische Dichte› zugestanden».
Sein erstes Stück war eine Auftragsarbeit für das Theater Neumarkt Zürich: Endlose Strände mit jubelnden Völkern. «Eine wilde Reise durch die Zeiten von 1740 bis ins Jahr 3000 […] Neben bösen Verrissen wurde diesem Stück aber auch attestiert, eines der ersten postmodernen Stücke im deutschsprachigen Raum» zu sein. Regie führte Peter Schweiger, von 1984 bis 1989 Direktor an diesem Theater.
Alle weiteren Stücke inszenierte die ursprünglich aus Berlin kommende Regisseurin Thea Dumsch, unter anderen:
Kellner mit Fisch auf Treppe:
Zwei Kellner warten auf Gäste, die entweder nicht kommen oder nur die Speisekarte lesen wollen. Bei diesem Warten auf Gäste fängt Leonid, der ältere Kellner, mit seiner grossen Erzählung an. Denn, wo es jemals seit dem Römischen Reich in der Weltgeschichte was zu servieren gab, war er dabei.
Das Lauern der Jäger am untern Bildrand:
Zwei Versicherungsangestellte sollen untersuchen, warum es immer häufiger vorkommt, dass in Zoologischen Gärten bestimmte Menschen in Raubtierkäfige eindringen oder sich zu Bären in den Graben stürzen. In der Folge widmen sie sich einem jungen Mann, einem für sie dankbaren Fall. Ihr clownesker Untersuchungsfuror kann gezündet werden, eine bizarre, sprachlich ausufernde Wortkomödie.
Sirius Hundestern:
Zwei Spätheimkehrer finden in der Morgendämmerung auf einer Nebenstrasse ein angefahrenes Tier. Was machen? Mitten in die Frage, ob sie das Leiden des Tiers verkürzen und es mit dem Wagenheber totschlagen sollen, platzen die Reste einer Hochzeitsgesellschaft. Der Bräutigam ist bereit, die schwierige Aufgabe, die er als persönliche Prüfung sieht, auf sich zu nehmen.
Test. Lady. Test:
Dieses Stück spielt in der Welt der Assessments. Angestellte in mittleren Kaderpositionen werden einer grotesken Prüfungssituation ausgesetzt und dabei gegeneinander ausgespielt. Unter anderem müssen sie unter Zeitdruck einen Vortrag entwickeln, was im jungen Macbeth vorging, als er vom Krieg heimkehrte. Nach einigen weiteren Verwicklungen stellt sich zuletzt heraus, dass diese Männer nur Spielfiguren einer ganz anderen Prüfung waren – nämlich derjenigen der Prüfungsleiterin. Sie musste bestehen.
Samstagsspiele:
In einer leerstehenden Kirche, die im Ruf steht, Befruchtungen zu begünstigen, können Paare sich ein Wochenende lang einmieten und dort ein lang ersehntes Kind zeugen. Patrischa und Philipp, die im Mittelpunkt der Handlung stehen, sind eben dran, sich mit der Räumlichkeit abzufinden, als ein ungebetener Gast hereinplatzt. Ein ehemaliger Theologe, der sich in der Kirche aufhängen möchte und alles Notwendige dafür schon bei sich hat. Dumm daran ist nur, dass er das noch nicht gezeugte Kind schon sehen und hören kann.
Seit einigen Jahren arbeitet er an einem umfangreichen Werk, einem nicht so dystopischen Zukunftsroman über «das prekäre Verhältnis zwischen Mensch und Tier».

## Werke
Hörspiele
- 1990 Jahrhundertsende
- 1987 Unheimliche Vertrautheiten
- 1986 Städtisches Flussland
- 1983 Das persische Sonnenexperiment
- 1982 Fliegenalarm, Interview[2]
- 1981 Mücken über der Limmat

Theaterstücke
- 2008 Samstagspiele. Auftragsstück von Pro Helvetia, noch nicht aufgeführt
- 1999 Test. Lady. Test. Uraufführung im Theater Gessnerallee[3], Zürich
- 1999 Sirius Hundestern. Uraufführung im Theater St. Gallen[4]
- 1996 Schlaf. Uraufführung von Theater Vertigo im  Theater am Westend, Zürich
- 1993 Mördertreiben. Uraufführung im Theater Winkelwiese[5], Zürich
- 1993 Das Lauern der Jäger am untern Bildrand. Uraufführung im Theater Winkelwiese[6], Zürich
- 1992 Kellner mit Fisch auf Treppe. Uraufführung im Theater Winkelwiese[7], Zürich
- 1987 Endlose Strände mit jubelnden Völkern. Uraufführung im Theater am Neumarkt[8], Zürich

## Würdigungen
- Preisträger Zürcher Literaturpreis 1983
- Werkpreise der Stadt Zürich und des Kantons Zürich in den Jahren 1983/1987/1994/2004
- Werkjahre von der Stiftung Pro Helvetia in den Jahren 1992 und 2000

## Kritik
«Eine eindringliche apokalyptische Vision. In Sirius Hundestern... konfrontiert Jost die Menschen einer nicht allzu fernen Zukunft auf absurd-kafkaeske Weise mit Problemen der ökologischen Schuld und lässt sie während eines grotesken Sühneverfahrens... an der fahrlässig provozierten Rebellion der Tierwelt zugrunde gehen.» (Charles Linsmayer, Der Bund, 18. Januar 1999)
«In den nächsten eineinhalb Stunden spriesst, wuchert, explodiert Sprache, verketten sich Assoziationsreihen, entstehen und verschwinden Geschichten, von der Regisseurin in bühnenwirksamen, spannungsvollen Bildern präsentiert. Das Publikum ist begeistert... ohne eine Geschichte im eigentlichen Sinn nach Hause nehmen zu können.» (Heinz Stierli, Luzerner Zeitung, 8. Februar 1992, zum Theaterstück Kellner mit Fisch auf Treppe)
«Bezeichnend für Josts Figuren, dass sie... Individuen mit einer beträchtlichen inneren Gravitationskraft, aber ohne feste äussere Konturen darstellen. Dadurch... gewinnen sie eine Gleich-Gültigkeit... und... die Wirkung einer träumerisch-selbstverlorenen Gleichzeitigkeit...» (Christoph Egger, NZZ, 4. Juni 1987 zum Hörspiel Unheimliche Vertrautheiten)
«Eine wilde Reise durch die Zeiten von 1740 bis ins Jahr 3000 – das Personal stellte die Französische Revolution. Neben bösen Verrissen wurde diesem Stück aber auch attestiert, eines der ersten postmodernen Stücke im deutschsprachigen Raum zu sein» (Literaturport, zum Theaterstück Endlose Strände mit jubelnden Völkern).
«Der Inhalt ist fast nur anzudeuten, kreist um jenen Prozess der Zivilisation, in dessen Verlauf sich der Mensch über das Tier hinaus entwickelte, um aber doch viele von dessen Verhaltensweisen beizubehalten» (Zürichsee-Zeitung, 16. Januar 1993, zu Das Lauern der Jäger am untern Bildrand, Theater Winkelwiese).